# Ambrogio Alfonso
Ambrogio Alfonso (Bari, 24 dicembre 1917 – Lecce, 10 maggio 1998) è stato un calciatore e allenatore di calcio italiano, di ruolo difensore.

## Carriera
Ha giocato in serie A con il Bari e con il Livorno per un totale di 56 partite di massima serie. In seguito ha allenato per una stagione il Bari, il Campobasso ed il Barletta, mentre ha guidato a più riprese il Lecce, per un totale di cinque stagioni alla guida della squadra salentina.

## Palmarès

### Giocatore

#### Competizioni nazionali
- Serie C: 1

Lecce: 1945-1946

### Allenatore

#### Competizioni nazionali
- IV Serie: 1

Lecce: 1956-1957
- Serie D: 1

Trani: 1961-1962